# اچ‌ام‌اس آریادنه (ام۶۵)
اچ‌ام‌اس آریادنه (ام۶۵) (به انگلیسی: HMS Ariadne (M65)) یک کشتی بود که طول آن ۴۱۸ فوت (۱۲۷ متر) بود. این کشتی در سال ۱۹۴۳ ساخته شد.